# ドリームランド (クトゥルフ神話)
ドリームランド（英語: Dreamlands）は、クトゥルフ神話に登場するハワード・フィリップス・ラヴクラフトが執筆した作品の舞台となっている架空の土地である。ドリームランドは異界に存在し、夢を見ることによって訪れることができるとされている。
邦訳は幻夢郷、幻夢境、夢の国など。
ダンセイニ卿の影響を受けてラヴクラフトが創造し、後にブライアン・ラムレイなどが設定を拡張した。
クトゥルフ神話内ではドリームランド物語でワンジャンルをなしている。

## 概要
ファンタジー風の異世界であり、夢の深層に存在する。目覚めの世界とドリームランドでは、時間の流れが異なる。
目覚めの世界とドリームランドを行き来する手段を心得ている人のことを夢見人と呼ぶ。ただ眠っただけではドリームランドを訪れることはできない。まず通常の夢の中で、どこかにある「階段」を70段降りると、「炎の神殿」にたどり着き、神官ナシュトとカマン＝ターにまみえる。そこからさらに700段の階段を降りると「門」に到達し、門を越えてようやくドリームランドに至る。
最初に描かれたのは『白い帆船』だが、このときは夢の中の世界であるという説明がなかった。その後、作品が順次書かれていき、最終的に『未知なるカダスを夢に求めて』でまとめ上げられる。
ラヴクラフトはダンセイニ卿の作品に感銘を受け、卿のペガーナ神話を真似て、異世界ドリームランドで蕃神と呼ばれる異形の神々による暗黒の神話大系を描き始めた。これが後に、目覚めの世界を舞台とするいわゆるクトゥルフ神話へと繋がっていく。またドリームランドの方もクトゥルフ神話内でワンジャンルをなすようになる。
なおラヴクラフトが創造した邪神の代表例であるクトゥルフは夢に干渉する能力を持っているが、ドリームランドとの関係について、ラヴクラフトの作品では特に掘り下げはない。またダーレス神話ではドリームランドをほとんどスルーしているものの、一方で重要アイテム「五芒星形の石」（旧神の印）は古代ムナールが産地とされている。

## 登場する作品一覧

### ラヴクラフトの作品
1. 北極星（執筆1918/発表1920）
2. 白い帆船（執筆1919/発表1919）
3. サルナスの滅亡（執筆1919/発表1920）
4. ウルタールの猫（執筆1920/発表1920）
5. セレファイス（執筆1920/発表1922）
6. イラノンの探求（執筆1921/発表1935）
7. 蕃神（執筆1921/発表1933）
8. 銀の鍵（執筆1926/発表1929）
9. 未知なるカダスを夢に求めて（執筆1926-1927/没後発表）

### その他の作品
- ゲーリー・メイヤーズ：妖蛆の館
- ブライアン・ラムレイ：ダイラス＝リーンの災厄、タイタス・クロウ・サーガ③幻夢の時計、⑥旧神郷エリシア、幻夢の英雄
- リン・カーター：ナスの谷にて、カーター版ネクロノミコン第三部九章&十章
- ロバート・M・プライス：地を穿つもの
- ローレンス・J・コーンフォード：霊廟の落とし子
- ロジャー・ゼラズニイ：虚ろなる十月の夜に
- ケイオシアム社TRPG 『クトゥルフの呼び声』
  - サンディ・ピーターセンのクトゥルフモンスターズガイドII 幻夢境の生物たち

ハイパーボリアの生物の幾つかが流入されている。
- - ラヴクラフトの幻夢境 H.P.Lovecraft's DREAMLANDS

ブライアン・ラムレイ作品（未邦訳多数）の設定が大量に入っている。

## 地理
ラヴクラフトの作品においてドリームランドは固有名詞ではなく普通名詞であり、地球のみならずフォーマルハウトやアルデバランにもそれぞれのドリームランドが存在するが、それらに人間が到達することは非常に困難であるとされている。地球のドリームランドはおおむね四つの地域に分かれている。

### 東方
あらゆる夢見人の中でもっとも偉大な人物とされるクラネスが夢見て創造し、その王となったセレファイスがある。その彼方には、危険に満ちた禁断の地がある。

### 西方
炎の洞窟から700段の階を降りていくと「深き眠りの門」があり、ここがドリームランドの入口である。他の名所としてはドリームランド最大の都市のひとつであるダイラス＝リーン、「何人たりとも猫を殺してはならぬ」と法律で定められたウルタール、交易都市フラニス、砂漠の町イラーネクなどがある。また伝説の地ムナールがあり、そこで産出される灰白色の石は旧神の印を刻むのに使われる。ムナールの地はサルナスの廃墟があることでも知られている。

### 南方
オリアブ島があり、東方のダイラス＝リーンから船で行くことが可能である。また『白い帆船』で語られている楽園の地が存在する。

### 北方
畏怖されるレン高原が存在し、角と蹄を備えた亜人や紫色の蜘蛛が住んでいる。レン高原の彼方にはカダスがあり、神族「大いなるものども」の居城が山頂に築かれている。

### その他
ドリームランドの地下には広大な空間が広がっており、様々な怪物が棲息している。また船を使えばドリームランドの月に行くことができ、そこにはヒキガエルのような月棲獣がいてナイアーラトテップに仕えている。
ドリームランドの全貌は夢見人ごとに少しずつ異なるらしく、夕映えの都を探し求めるランドルフ・カーターから助言を求められた大神官アタルは、その都はカーター個人の特別な夢の世界にだけ存在するのかもしれないと答えている。アタルによると、多くの者によく知られているドリームランドは「一般的な幻夢の地」である。

## ドリームランドの神
大いなるもの（大地の神々）
ドリームランドの都市の神殿に祀られている神々。美形の人間のような容貌をしている。人間族に姿を見られることを嫌い、ノーデンスとナイアーラトテップの庇護のもとカダスの都に住む。
登場作品：『蕃神』、『未知なるカダスを夢に求めて』
蕃神（ばんしん）
外宇宙から来た、盲目白痴の異形の神々。人間が大いなるものに干渉しようとすると、蕃神が罰をくだす。
登場作品：『蕃神』、『未知なるカダスを夢に求めて』
ナス＝ホルタース
セレファイスの主神。
登場作品：『セレファイス』
ボクルグ
水蜥蜴の姿をした神。呪いを恐れられ、礼拝されるようになった。
登場作品：『サルナスの滅亡』
ノーデンス
大いなる深淵に君臨する。大いなるものを保護し、夜鬼を使役して、神の姿を見ようとする人間を警告する。ナイアーラトテップと敵対しており、人間には友好的。
登場作品：『未知なるカダスを夢に求めて』
ナイアーラトテップ
蕃神。人間から崇拝はされておらず、怪物たちが仕えている。大いなるものを保護し、近づこうとする人間を妨害する。
登場作品：『未知なるカダスを夢に求めて』
アザトース
外宇宙にいる。ドリームランドからアザトースの魔宮に行くことができるが、生還は難しい。
登場作品：『未知なるカダスを夢に求めて』

## ドリームランドの生物
食屍鬼（グール）
地底世界のナスの谷の岩山では、食屍鬼がドリームランドと目覚めの世界を往来する。夜鬼と同盟関係にある。
登場作品：『未知なるカダスを夢に求めて』
夜鬼（ナイトゴーント）
ノーデンスの奉仕種族。ングラネク山を遊弋し、神々の顔が彫刻された岩に近づく人間を妨害する。邪神に奉仕するシャンタク鳥から恐れられている。
登場作品：『未知なるカダスを夢に求めて』
ガグ
四腕で、頭頂部に口があり垂直に顔が割れて開くという、毛むくじゃらの巨人。大いなるものによって地下世界に追放された。石造都市を築いて生活しており、邪神を崇拝する。好物は夢見人の肉。
登場作品：『未知なるカダスを夢に求めて』
ガスト
地下世界に生息する。日光を浴びると死ぬ。人型の生物で、蹄ある足で飛び跳ねる。群れで狩りを行い、凶暴で共食いもする。
登場作品：『未知なるカダスを夢に求めて』
シャンタク鳥
ナイアーラトテップの奉仕種族。北のレン高原近くに生息する。レン人の乗馬・家畜で、卵は食用になる。馬頭と鱗に覆われた巨鳥。
登場作品：『未知なるカダスを夢に求めて』
レン人、レンの商人
レン高原から来た、浅黒い肌の種族。2角、尻尾、蹄をもつ。ターバンを巻いた商人。ムーンビーストに征服されて奴隷となっている。
『マレウス・モンストロルム』では、目覚めの世界のチョー・チョー人に相当する種族と解説されている。
ラムレイ系では角族と呼ばれる。
登場作品：『未知なるカダスを夢に求めて』『幻夢の時計』（ラムレイ）
ムーンビースト（月棲獣）
ナイアーラトテップの奉仕種族。月の裏側に棲む、異形の種族。黒いガレー船で地上にやって来る。おぞましい外見ゆえ、レン人を代理人に立てることで、地上と交易を行っている。
登場作品：『未知なるカダスを夢に求めて』
猫
ウルタールには猫を殺してはならないという法律があり、猫の神殿がある。猫将軍は人語を解し、ランドルフ・カーターを助けた。外宇宙の気配を嫌う。
登場作品：『ウルタールの猫』『未知なるカダスを夢に求めて』

### ラムレイ系
ラヴクラフト作品には登場しない、ブライアン・ラムレイのドリームランド作品の生物たち。ラムレイのドリームランドのシリーズは、2021年に日本語版第1巻が刊行された。
大樹
知性ある巨樹。もとは遠宇宙に棲息していた植物生命体であり、特別な「葉」を作り、分身のように繁殖する。滅びゆく母星から3体分の葉が持ち出され、ドリームランドと旧神郷エリシアの2箇所で育ち、最後の1体の消息は判明していない。
登場作品：旧神郷エリシア、幻夢の英雄